# Xicoténcatl Leyva Mortera
Xicoténcatl Leyva Mortera (Xalapa, Veracruz; 4 de abril de 1940-Tijuana, Baja California; 30 de septiembre de 2021) fue un abogado, político y funcionario mexicano que se desempeñó como gobernador de Baja California entre 1983 y 1989. Fue miembro del Partido Revolucionario Institucional hasta su expulsión en 2019.
Estaba emparentado con el presidente Miguel Alemán Valdés, ocupó los cargos de subsecretario de Ingresos de la Secretaría de Hacienda y Crédito Público siendo titular Antonio Ortiz Mena, luego subdirector administrativo del Instituto Nacional de la Juventud y a partir de 1971 delegado del mismo organismo en Tijuana, donde residió a partir de entonces, ahí se convirtió en subsecretario del Comité estatal del PRI y en 1978 fue elegido presidente municipal de Tijuana.
En 1983 fue postulado y electo gobernador de Baja California, su gobierno fue muy controvertido. En 1988 no pudo evitar tener que reconocer la amplia victoria en el estado de Cuauhtémoc Cárdenas Solórzano como candidato a la presidencia por sobre Carlos Salinas de Gortari, el candidato del PRI, esto le costó tener que pedir licencia como gobernador el 5 de enero de 1989 y a partir de entonces permanecer retirado de la política.
El 23 de abril de 2019 el Partido Revolucionario Institucional lo expulsó debido a que publicó su apoyo al candidato a gobernador Jaime Bonilla Valdez por la coalición Juntos Haremos Historia en Baja California.

## Biografía

### Primeros años
Sus padres fueron la profesora María Esther del Socorro Mortera Cuevas y el político y contador Xicoténcatl Leyva Alemán. Sus abuelos maternos fueron la poetisa veracruzana María Esther Cuevas Contreras y el abogado Moisés Mortera de la Rosa. Sus abuelos paternos fueron Ana María Alemán González y el médico y militar José María Leyva Montes de Oca, teniente coronel que participó en la ocupación de Veracruz de 1914.
Es hermano de José Román y Edgardo Leyva Mortera, egresados de la Facultad de Derecho de la UNAM y de la educadora Dulce María Leyva Mortera, todos bajacalifornianos.
Casado en únicas nupcias con María Elena Borja Robles Linares, contadora de profesión, de una antigua familia bajacaliforniana, tuvo dos hijos, María Elena Eréndira y Xicoténcatl Francisco, ambos de apellidos Leyva Borja, abogados de profesión, egresados de la Universidad Autónoma de Baja California.
Su educación primaria la recibió en la Escuela Francisco I, Madero y la secundaria en la Escuela Secundaria Técnica Federal de Agua Caliente, ambas de la ciudad de Tijuana, Baja California. Efectuó sus estudios de bachillerato en la Universidad Militar Latino Americana, incorporada a la UNAM, en el Distrito Federal.
Perteneció a la generación 1958 de la Facultad de Derecho de la Universidad Nacional Autónoma de México, en donde obtuvo el título de licenciado en Derecho el 13 de mayo de 1964. Titular de la patente número 137390, expedida por la Dirección de Profesionales del Gobierno Federal. El padrino de su generación fue Antonio Ortiz Mena.
Realizó estudios de posgrado en la propia UNAM, en materia Fiscal y Administrativa, así como cursos de especialización en materia tributaria en la Secretaria de Hacienda y C.P., en donde se desempeñó: a partir de 1964, secretario auxiliar del c. Subsecretario de Ingresos, asesor técnico de la Dirección General del Impuesto sobre la Renta, a invitación de su Director, Roberto Hoyo D´Addona, su maestro en la Facultad de Derecho y del 1 de enero de 1965 al 30 de noviembre de 1970, jefe del Departamento de Impuestos a Causantes Menores. Estableció el primer sistema a nivel nacional de liquidaciones mecanizadas predeterminadas de impuestos federales, y al frente de 800 auditores, durante seis años, realizó la importante tarea de iniciar a más de 600 000 causantes irregulares del Distrito Federal, en el cumplimiento de sus obligaciones fiscales federales.
En diciembre de 1970 asumió la Subdirección General de Administración del Instituto Nacional de la Juventud Mexicana, a invitación de su Director General, Enrique Soto izquierdo, su compañero en la UNAM, y asesor del mismo, desde 1972 hasta 1976. 
En 1972 coordinó los trabajos del Congreso Latino Americano de la Juventud Juarista, en Oaxtepec, Morelos, con la presencia de delegados de todos los países latinoamericanos. 
En 1972 obtuvo la patente de Notario Público número Uno de la ciudad de Tijuana y fue designado por el Gobierno de la República Notario del Patrimonio Nacional.
En 1977 fue electo presidente municipal de Tijuana, Baja California, para el periodo constitucional del 1 de diciembre de 1977 al 30 de noviembre de 1980.

### Gobernador de Baja California
En 1983 fue electo gobernador constitucional del Estado Libre y Soberano de Baja California, para el periodo del 1 de noviembre de 1983 al 31 de octubre de 1989.
Obtuvo licencia para separarse del cargo en enero de 1989, invitado por el C. Presidente de la república para ocupar el asiento ejecutivo de México en el Banco Interamericano de Desarrollo y para tal efecto fue designado director adjunto de Nacional Financiera, representante de la misma en Washington D. C., en el mismo año, renunció al cargo por no coincidir en lo general, con la corriente política imperante en esa época, que abandonaba el modelo de la Revolución Mexicana, de economía mixta, que Leyva sintió el mejor para el interés nacional.
Su administración eliminó totalmente la deuda púbica del Gobierno a su cargo, a pesar de haberla iniciado con una deuda de 170 millones de dólares heredada de la administración anterior. Destacó por su importancia la Geotérmica de "Cerro Prieto", que elevo su producción a un millón de kilovatios y la termoeléctrica de Rosarito a 400 000 kilovatios.
En su administración culminó el esfuerzo de tres administraciones federales e inauguró el acueducto Río Colorado-Tijuana, con capacidad de conducción de cuatro mil quinientos litros por segundo que garantiza el suministro de agua a la zona de la costa del Pacífico. Este acueducto conduce agua desde el nivel del mar en la calle de Mexicali, a 1000 metros de altura en el poblado de la Rumorosa, para de ahí llevarla por gravedad a una presa ubicada en Tecate y de ahí a la gran planta potabilizadora en Tijuana, una distancia de 200 kilómetros.
Como importante complemento se construyó el acueducto Valle de Guadalupe-Ensenada, con capacidad de conducción de 1000 litros por segundo, con un ramal al puerto pesquero del Sauzal. Estos acueductos garantizaron la demanda proyectada a 30 años de las poblaciones de Tecate, Tijuana, Rosarito y Ensenada.
Se logró la cobertura total en la enseñanza media y superior, habiéndose multiplicado los recursos a la Universidad Autónoma de Baja California, que se ubicó por su excelencia en los primeros lugares a nivel nacional. El instituto de Seguridad Social de los Trabajadores del Estado y Municipios estableció la jubilación dinámica para los burócratas y maestros, el monto de la pensión es igual a salario vigente sin descuentos. Para garantizar este avance social, único a nivel nacional, se fortaleció la Reserva Patrimonial y financiera del "Isstecali".
Se realizó un ambicioso programa de vivienda que le mereció el primer lugar nacional en ese rubro, con 109 mil acciones de vivienda, con el reconocimiento de Miguel de la Madrid y del Banco Mundial que apoyó el proyecto.
Presidió un régimen de clara orientación sindicalista; se atendió la problemática obrero patronal, lográndose una solución conciliada en todos los conflictos surgidos, sin huelgas y en un ambiente de armonía laboral. El crecimiento de la planta industrial del Estado durante su gestión de gobierno, creció a una tasa anual superior al 25 % anual y hubo pleno empleo. Se multiplicaron los parques industriales. 
La flota atunera surta en Ensenada, alcanzó en 1987 el primer lugar mundial por volumen de captura; más de 150 000 toneladas anuales y se estableció el primer distrito acuícola federal en la Bahía de San Quintín, productor de ostión para la exportación. En San Felipe, en el Golfo de California, se incrementó la captura de camarón con la modernización de la flota.
Las actividades de agrícolas y pecuarias recibieron gran impulso. Se lograron excelentes cosechas de trigo, cebada, ajonjolí, sorgo y algodón, en el valle de Mexicali, así como de tomate, espárrago, cebollín y fresa en el valle de San Quintín. La producción de trigo se elevó a quinientas mil toneladas anuales y la capacidad de molienda a 100 000 toneladas anuales, que garantizaba el abastecimiento de pan y harina para atender la demanda local y colocar importantes excedentes en el mercado nacional, lográndose exportar 10 000 toneladas de semilla de trigo de óptima calidad. Las praderas artificiales del valle de Mexicali dieron albergue a un exitoso programa de engorda de ganado bovino, con apoyo de Banrural que alcanzó 225 000 cabezas en 1988. La inversión en la industria lechera fue muy importante, se logró la autosuficiencia y se erradicaron la brucelosis y la tuberculosis del hato lechero del Estado y se logró el óptimo manejo higiénico de la leche, con la creación de modernos centros de recepción, acopio y traslado de la leche. 
Se propició el avance cultural de la población y se construyó el Teatro de la Ciudad, importante complemento del Centro Cultural de Tijuana, que se inauguró con presentaciones importantes como la del Ballet Bolshoi de Moscú, el cual también se presentó en el Teatro del Estado en Mexicali, con audiciones populares gratuitas. El audiograma con concha acústica al aire libre, con capacidad para 15 000 espectadores, parte del equipamiento del gran Parque José María Morelos, ubicado en la tercera etapa de la canalización del rio Tijuana, con superficie de 400 hectáreas, inaugurado por el presidente Miguel de la Madrid.
Se apoyó a todas las administraciones municipales y a las empresas estatales administradoras de los servicios de agua y drenaje, para eliminar importantes pasivos y sanear la Hacienda Pública.
Se respaldó el programa de obras de equipamiento urbano municipal, como ejemplo, se construyeron el Palacio Municipal de Tijuana e importantes edificios para la Universidad y el Colegio de Bachilleres, puentes y caminos en la geografía de todo el Estado.

### Años posteriores y muerte
Desde entonces se retiró de toda actividad política o administrativa dentro del sector público, para dedicarse íntegramente a tareas docentes y de investigación social y económica, en México y el extranjero, a la actividad literaria.
Leyva Mortera consideró que el endeudamiento interno y externo, de Municipios, Entidades Federativas y Administración Pública Federal constituyó el problema más grave de las finanzas nacionales y un freno para el desarrollo armónico de la Sociedad. El altísimo costo del servicio de la deuda pública es una de las causas primarias de la miseria en que se debaten millones de causa de la venta a precio de liquidación de importantes empresas propiedad del Estado.
El tiempo ha dado la razón a Leyva; recientemente, a raíz de la gran crisis económica y financiera de 2009, el Fondo Monetario Internacional representante a ultranza de neoliberalismo económico, consideró que el crecimiento de la deuda pública, externa y doméstica, es un serio obstáculo para el desarrollo de las economías de los países, tesis contraria a la tradicionalmente sostenida por el organismo financiero.[cita requerida]
Leyva Mortera ejerció la cátedra como profesor de Derecho Constitucional y Administrativo en diversas instituciones culturales del país, asimismo, fue profesor de Historia de México y de Civismo; conocedor profundo de la problemática educativa, social, económica y política de México.

## Reconocimientos y honores
El 12 de junio de 1979 en la Ciudad de México, en el Palacio de Bellas Artes, ante la representación de los Poderes de la Unión, el presidente José López Portillo le entregó la Presea Nacional al Mérito en la Administración Pública.
En 1988, por acuerdo del Pleno de Ministros, la Suprema Corte de Justicia de la Nación, por conducto de su presidente Carlos del Río, en el Aula Magna de la Universidad del Estado, ante la comunidad universitaria, le entregó la Medalla "Suprema Corte de Justicia, Tribunal Constitucional", por sus méritos como jurista y por su relevante aportación a la causa de la procuración de Justicia, al dotar de edificios dignos a los Tribunales Federales en el territorio del Estado de Baja California, según reza el texto del acuerdo. Por Leyva Mortera, quedó integrada plenamente la presencia del Poder Judicial de la Federación en el Estado de Baja California, con la apertura de nuevos juzgados de Distrito en Tijuana, Mexicali, y Ensenada y de Tribunales Unitarios en Tijuana y Mexicali, y Tribunales Colegiados de Circuito en la capital del Estado, Mexicali. A su iniciativa se debe la creación del Tribunal de lo Contencioso Administrativo en el Estado de Baja California.
En 1987, Fidel Velásquez, secretario general de la Confederación de Trabajadores de México, le impuso una medalla de Oro que le reconoce como Gobernador Obrerista de Baja California, «por su decisión histórica de imponer en su justos términos constitucionales la legislación laboral en Baja California».
En especial, la relación de trabajo de los jornaleros agrícolas del Valle de San Quintín; en donde se establecieron por vez primera, los sindicatos de trabajadores agrícolas, lo que significó mínimos de bienestar y una relación de trabajo digna para miles de trabajadores. A pesar de la protesta airada y resistencia de los patrones, que amenazaban con el cierre de los campos de producción, alegando que la medida les restaba competitividad.
En septiembre de 1985, a raíz del terremoto que afectó gravemente a la Ciudad de México, ofreció a Miguel de la Madrid, en nombre de los Gobernadores de todos los Estados del País, reunidos al efecto en los patios de la Secretaría de Gobernación, el apoyo de sus respectivas entidades para las tareas de reconstrucción y la solidaridad con las víctimas de aquella gran tragedia nacional.
En 1986, en la ciudad de San Diego, California, Estados Unidos, fue galardonado por la Fundación México Americana, como el "Hombre del año", por su contribución al fortalecimiento de la eminente relación cultural y económica de México y los Estados Unidos de América, y los lazos de amistad de sus pueblos; el reconocimiento se lo entregó su amigo Bill Richardson, quien fuera gobernador de Nuevo México, representante especial para la ceremonia del presidente de los Estados Unidos Ronald Regan.
Pertenecio a varios Colegios de profesionales, Academias y Asociaciones Culturales: Academia Mexicana de Derecho Procesal; Academia Mexicana de Ciencias Penales; Academia Mexicana de Finanzas Públicas; Legión de Honor Mexicana; Sociedad Mexicana de Geografía y Estadística; Instituto Mexicano de Cultura; Colegio Nacional de Abogados, The American Bar Association; Colegio de Abogados de Tijuana, Colegio de Notarios de Baja California, Asociación del Notariado Mexicano; Agora Cultural Alfonso Reyes, Instituto Sanmartiniano de México.
El 3 de enero de 1985, fue anfitrión de la reunión de los presidentes Miguel de la Madrid y Ronald Regan, que tuvo lugar en el Palacio del Poder Ejecutivo del Estado de Baja California, en el despacho del Gobernador del Estado.

## Perfil profesional político
Fue un perito en cuestiones fiscales, hacendarias, constitucionales y jurídicas en general; orador y conferenciante.
Miembro del Partido Revolucionario institucional, único partido político al que ha pertenecido.
Miembro del consejo político del Partido a nivel municipal, estatal y nacional; delegado del mismo en múltiples ocasiones.
Durante los trabajos de las campañas presidenciales de los entonces candidatos, Luis Echeverría y Miguel de la Madrid, fungió como coordinador de Prensa y Propaganda dentro de Comité Ejecutivo Nacional del Partido. 
Mantuvo su militancia en el PRI, reconocido con el Partido que lo postuló candidato a Presidente Municipal de Tijuana y a Gobernador del Estado, "aunque evidentemente ya no es el mismo partido de entonces, declara, pues todo cambia, para bien o para mal". 
Ha sido dirigente de organizaciones políticas de profesionales y técnicos, y en su época de estudiante universitario fue delegado de la Facultad de Derecho a la Federación Estudiantil Universitaria; miembro del Club Universitario Tijuanense; Secretario del Comité Juvenil Pro-Universidad de Baja California y Presidente del Bloque de Estudiantes Bajacalifornianos en el Distrito Federal, puntuales en la lucha histórica del pueblo por la creación de la Universidad de Baja California.
En febrero de 1962 organizó la magna manifestación estudiantil en la Ciudad de México, para protestar por la contaminación de las aguas del río Colorado con altas concentraciones de sal, arrojada por los agricultores de Arizona en los Estados Unidos de América, en violación del tratado Internacional de Límites y Aguas entre México y Estados Unidos.
Militó en diversas organizaciones de filiación liberal y ha sido distinguido como soberano gran inspector general de la Orden del Grado 33 de la Masonería Nacional, dentro del Rito Escocés.